# Peret
|  | Per a altres significats, vegeu «Peret (desambiguació)». |

Pere Pubill i Calaf, conegut amb el nom artístic de Peret   (Mataró, 24 de març de 1935 - Barcelona, 27 d'agost de 2014), fou un cantant, guitarrista i compositor català d'ètnia gitana que refundà o creà, segons la versió, la rumba catalana a partir de la fusió del rock, el tanguillo flamenc i el mambo cubà. Debutà als escenaris a la dècada del 1940 i va enregistrar 27 discos, sense comptar els recopilatoris, a més de participar en nou pel·lícules. Va cantar majoritàriament en castellà, tot i que també ho va fer en romaní, per manifestar el seu compromís amb el poble rom, i en català.

## Infantesa
Nascut a Mataró, la seva família patí un atac aeri durant la guerra civil espanyola. Després es traslladà al carrer dels Salvador del Raval de Barcelona, on va créixer en una petita comunitat gitana, venent teles pels carrers. El seu pare es guanyava la vida com a venedor ambulant de teles i Peret de petit l'acompanyava en els seus desplaçaments comercials per Catalunya i les Illes Balears, motiu pel qual va assistir poc a l'escola.

## Debut musical
Aficionat des de ben petit a la guitarra i al cant gitano, a dotze anys va formar un duo amb una cosina seva, que es feien anomenar Los Hermanos Montenegro. Van debutar al Teatre Tívoli de Barcelona, en un festival infantil.
El 1947, de manera casual, va gravar un disc que va passar desapercebut pel mercat, de manera que sobrevivia com a venedor ambulant. Va viatjar a l'Argentina per fer negoci amb llençols. Ocasionalment, actuava en locals de la costa catalana. A poc a poc, el seu nom es va anar coneixent a Barcelona. Al cap de poc temps es va casar amb Fuensanta Escudero, Santa, una gitana de la família a la qual anys més tard dedicaria una de les seves més populars cançons: Mi Santa.
A mitjans de la dècada del 1950 patí un accident en moto que li comportà haver-se de quedar a casa, cosa que va afavorir que descobrís el gust per la guitarra. Després viatjà a l'Argentina.

## Naixement de la rumba catalana
Els primers impulsors i, segons diverses fonts, creadors de la rumba catalana varen ser els germans graciencs Joan i Antonio González Batista, coneguts respectivament com a "l'onclo Polla" i "El Pescaílla". Cap a 1958, l'onclo Polla va conèixer un mariner sud-americà mentre actuava en una taverna flamenca del carrer Escudellers de Barcelona; el mariner va acompanyar amb el bongo l'actuació de González i entre tots dos van improvisar així el ritme primigeni de l'actual rumba catalana. Aquella mateixa nit, Joan González ja es va empescar el "ventilador", la peculiar tècnica que es basa en picar la caixa de la guitarra amb la mà mentre es toca. De seguida, el seu germà Antonio va afegir el seu toc personal a aquest nou ritme i el va popularitzar entre els amics i, després, a tota Gràcia i a la ciutat sencera. Cal dir, però, que en opinió de diversos autors la rumba del Pescadilla no era ben bé la que actualment coneixem com a catalana, sinó més aviat flamenca (tant Sicus Carbonell, líder de Sabor de Gràcia, com el net de l'artista mataroní, Dani Pubill, són del parer que el creador indiscutible de la rumba catalana fou Peret).
Un cop els González havien introduït la rumba catalana, Peret -qui a l'època vivia al Portal de Barcelona- s'interessà per aquest nou ritme i el va perfeccionar amb força innovacions: a banda de la salsa sud-americana, Peret hi incorporà el rock dels seixanta. Fou ell qui va fer triomfar la rumba a la televisió i arreu de l'estat.

## Primers èxits

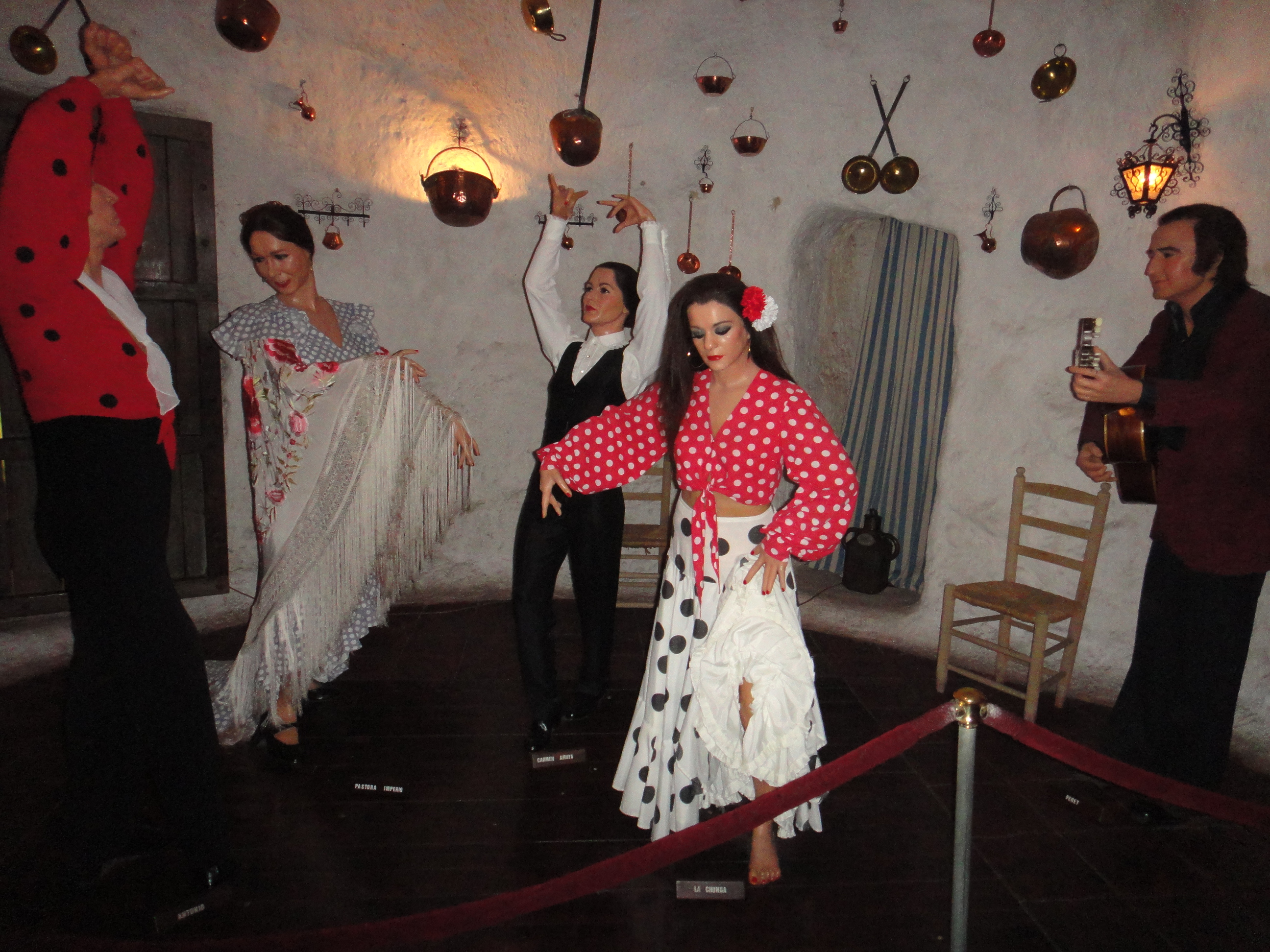
Representació de Peret (dreta) i altres artistes al Museu de Cera de Barcelona

A mitjans dels 60 va fer el salt a Madrid, quan va ser contractat per El Duende, un tablao flamenc de Pastora Imperio i Gitanillo de Triana, on va iniciar la seva escalada. Algunes de les seves interpretacions, com El muerto vivo del colombià Guillermo González Arenas, van començar a tenir molt èxit entre gent de diversa extracció social. I en aquest moment es va produir un fenomen molt significatiu que Manuel Román va descriure així en el seu llibre Memoria de la copla: «En les discoteques de moda, on es programa música anglosaxona i dels conjunts espanyols de l'època, com Los Bravos i altres del gènere pop, hi ha de sobte un canvi brusc, passada la mitjanit, que el punxadiscos de torn aprofita perquè sonin les rumbes de Peret».
Guanyà la primera popularitat coordinant els extres de la pel·lícula Los Tarantos que es rodà a partir del 1962. El seu primer disc aparegué el 1963. El 1969, mentre participava com a artista convidat al programa de TVE Las galas del Sábado, presentat per Laura Valenzuela i Joaquín Prat, va encetar la seva actuació amb una cançó en català que havia gravat un any abans, l'autobiogràfica El mig amic. Aquest tema, un tribut al seu pare, fou qualificat per Manuel Vázquez Montalbán com a «la millor cançó de la Nova Cançó catalana».
En la dècada del 1970 el popularitzaren cançons com «Una lágrima» i «Borriquito como tú» i va representar Televisió Espanyola al Festival d'Eurovisió amb la cançó «Canta y sé feliz» el 1974. L'èxit internacional el va aconseguir amb Borriquito como tú el 1971, amb lletra i música del mateix cantant, que va coincidir amb el boom del turisme a Espanya, cosa que va contribuir que la cançó es popularitzés a tot el món i especialment als Països Baixos (on va ser durant set setmanes la número u de les llistes), i a Alemanya (dues setmanes).

## Retirada i retorn
El 1985 anuncià la seva retirada per a dedicar-se a ser pastor evangèlic, tal com va explicar que havia vist que havia de fer el 27 de novembre de 1982.
Retornà els noranta com a compositor i productor d'altres artistes de rumba. Va participar com a compositor al Festival de l'OTI 1991 amb la cançó Bésame, interpretada per Joel. Va actuar a les festes de cloenda dels Jocs Olímpics de Barcelona de 1992, interpretant el seu tema Gitana hechicera (compost especialment per a l'ocasió) al costat de Los Manolos, Los Amaya i altres exponents de la rumba catalana. El 1998 va rebre la Creu de Sant Jordi.
L'any 2000 enregistrà un nou disc Peret: Rey de la rumba, al costat de solistes i grups de pop com Jarabe de Palo, Carlos Jean, Fermin Muguruza i David Byrne (de Talking Heads). El 2005 participa en Peret, l'ànima d'un poble (Edicions 62) de la poeta i escriptora Cèlia Sànchez-Mústich (la seva neboda "paia"), el primer llibre dedicat íntegrament a la seva persona. Es tracta d'una llarga conversa de caràcter íntim entre tiet i neboda en el qual s'aprofundeix en el pensament i experiències vitals del rei de la rumba catalana. El 2006 participà en el disc homenatge a Joan Manuel Serrat, titulat Per al meu amic Serrat (Discmedi, 2006), en el qual interpretà el tema Me'n vaig a peu a ritme de rumba.

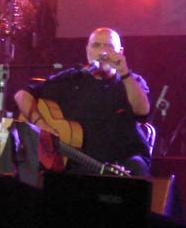
Peret, en una actuació el 2007

El 2007 presentà un nou disc amb cançons inèdites, de títol Que levante el dedo, en el qual torna a col·laborar amb la seva neboda poeta, creadora de la lletra de quatre temes (Que levante el dedo, Jamalandrú, Ella es así i Para poder olvidarla), i preparà el llibre La Biblia de la Rumba. També el 2007, Joan Manuel Serrat i Joaquín Sabina homenatjaren Peret incorporant al repertori de la seva gira conjunta Dos pájaros de un tiro el tema «El muerto vivo». En el primer concert de Barcelona al Palau Sant Jordi, Peret va acompanyar a l'escenari els dos cantautors. També va participar en El disc de La Marató de 2007 amb «Vine amb mi», una versió en català del tema «Live Is Life» del grup austríac Opus.

## Reconeixements
El 2008 va rebre la Medalla d'Or al Mèrit Artístic de l'Ajuntament de Barcelona. El 3 de maig de 2011, Mataró li va atorgar el títol de fill predilecte de la ciutat en reconeixement de la seva trajectòria professional i com a creador de la rumba catalana. Era la primera vegada que l'ajuntament d'aquesta localitat atorgava aquest reconeixement.
El 2013 participà en el Concert per la Llibertat amb «L'emigrant» i «Catalunya té molt poder».

## Malaltia i mort
El juliol de 2014, quan estava ultimant el seu primer disc íntegrament en català, anuncià que tenia un càncer. Va morir el 27 d'agost de 2014 a la Clínica Quirón de Barcelona a causa del càncer que patia. La capella ardent va ésser el dia 28 al Saló de Cent de l'Ajuntament de Barcelona, i el dia 29 fou enterrat al cementiri de Mataró, al costat del seu avi.

## Discografia
LP (vinil)
- Peret 1967 (Discophon, 1967).
- Rumba pa'ti (Discophon, 1968).
- Una lágrima 1968 (Vergara, 1968).
- Lamento gitano 1969 (Discophon, 1969).
- Gipsy Rhumbas (Discophon, 1969).
- Canta para el cine (Vergara, 1970).
- Borriquito (Ariola, 1971). (Producció Juan Pardo)
- Una lágrima 1972 (Ariola, 1972). (Producció Peret)
- Mi santa (Ariola, 1973). (Arreglos Josep María Bardagi, Producción Peret)
- Lo mejor de Peret (Ariola, 1974). (Producció Peret, Bardagi i Juan Carlos Calderón)
- Peret y sus gitanos (Emi, 1974). (Producció Emi)
- Canta y sé feliz (Ariola, 1975). (Producció Peret i Fernando Arbex)
- Saboreando (Ariola, 1978). (Producció Peret)
- Lágrimas negras (Ariola, 1978). (Producció Bebu Silvetti)
- El joven Peret (Cbs, 1979). (Producció Juan Pardo)
- El jilguero (Belter, 1980). (Producció Joan Barcons)
- De cap a la palla (Belter, 1981). (Producció Joan Barcons)
- De coco a la paja (Belter, 1981). (Producció Joan Barcons)

Singles no inclosos en cap LP
- Sapore di sale + Salomé + Qué suerte + Si yo fuera (Discophon, 1964) («Sapore di sale» no fou inclosa en cap dels LPs editats per Discophon).
- El mig amic + Pensant en tu (Vergara, 1968) (EP de 45 rpm amb dues cançons)
- "Jugando + Caliente" (Ariola, 1975) (Single instrumental mantenint-se la Cara A no editada en cap LP).
- "Pa amb oli + De cap a la palla" (Belter, 1980) (Cara A inèdita en LP i només editada en la musicassette "El forat").
- "El forat + Estem fotuts" (Belter, 1982) (Últim material editat abans de la seva retirada per dedicar-se al culte).
- Marujas asesinas (Virgin, 2001) (Single compartit amb Dusminguet).

CD
- No se pué aguantar (PDI, 1991).
- Gitana Hechicera (PDI, 1992 - reeditat per Picap, 2008).
- Rumbas de la clausura (PDI, 1992, disc en directe compartit amb Los Manolos i Los Amaya).
- Cómo me gusta (PDI, 1993 - Picap, 2008).
- Que disparen flores (PDI, 1995 - Picap, 2008).
- Jesús de Nazareth (PDI, 1996 - Picap, 2008).
- Rey de la Rumba (Virgin, 2000).
- Que levante el dedo (K Industria Cultural, 2007).
- De los cobardes nunca se ha escrito nada (Universal Music, 2009).

Recopilatoris
- El cancionero núm. 1 (Belter, 1979).
- El forat (Impacto, 1982) (Musicassette que conté temes en català a la cara A i a la cara B el medley inclòs en els discs "De cap a la palla" i "De coco a la paja")
- Rumbas de oro (Divucsa, 1989).
- Peret es la rumba (Ariola, 1990).
- La vida por delante (Sony/BMG, 1994).
- Siempre Peret (PDI, 1996).
- Sus grabaciones en Discophon (Rama Lama/Blanco y Negro, 1998).
- Don Toribio Carambola (Arcade, 2000).
- Chica Vaivén (Sony/BMG, 2000).
- Número 1 en rumba (PDI, 2000).
- La salsa de la rumba (Sony/BMG, 2001).
- Singles Collection (Divucsa, 2004).
- Mano a mano (Divucsa, 2006).
- Sus 20 grandes éxitos (O.K., 2008).

## Filmografia
El 1963 va representar un petit paper a Los Tarantos de Francesc Rovira-Beleta, on també intervenia Carmen Amaya. Ell mateix va ser protagonista de diverses pel·lícules d'escassa qualitat, però que van col·laborar eficaçment a l'expansió de les seves cançons. Gairebé tots els títols cinematogràfics de Peret havien estat prèviament grans èxits discogràfics: Amor a todo gas, El mesón del gitano, Las cuatro bodas de Marisol, Qué cosas tiene el amor, A mí las mujeres ni fu ni fa, Si fulano fuese mengano... El 1996 participà com a actor en la pel·lícula Alma gitana i el 2001 a Marujas Asesinas.
El 2013 Carles Prats va realitzar el documental, Cuchíbiri cuchíbiri, sobre la figura de Peret i la rumba catalana, que va presentar al Festival Internacional de Cinema Documental de Barcelona Beefeater In-Edit.